# Raczki
Raczki – wieś w Polsce, położona w województwie podlaskim, w powiecie suwalskim, siedziba gminy Raczki.
Dawniej miasto; po raz pierwszy miasteczkiem określone dopiero w 1682 roku, zdegradowane w 1870 roku. Do 1954 Raczki były siedzibą gminy Dowspuda. W latach 1975–1998 położone były w województwie suwalskim.
| SIMC    | Nazwa          | Rodzaj    |
| ------- | -------------- | --------- |
| 0766630 | Kolonia Raczki | część wsi |
| 1013571 | Nowe Osiedle   | część wsi |

## Geografia
Raczki leżą na Suwalszczyźnie, na wysokim prawym brzegu rzeki Rospudy. Na północ od Raczek znajduje się jezioro rynnowe Bolesty.

## Komunikacja
Przez wieś przechodzi droga wojewódzka nr 655: Suwałki – Olecko – Giżycko. Północnym skrajem miejscowości przebiega linia kolejowa Suwałki – Olecko, która obecnie nie obsługuje ruchu pasażerskiego.

## Historia
Wieś została założona w głębi puszczy pojaćwieskiej w początkach XVI wieku i początkowo nosiła nazwę Dowspuda, podobnie jak rzeka przy której ją umiejscowiono. Powstała w dobrach braci Stanisława i Mikołaja Michnowiczów Raczkowiczów, nadanych im przez Zygmunta I Starego w 1514. Od ich nazwiska pochodzi nazwa miejscowości. Liczne publikacje błędnie podają, że istniało miasto Raczki w XVI wieku, co wynika z nieporozumienia badawczego. W XVI i większej części XVII wieku Raczki były wsią, położoną przy trakcie handlowym z Grodna do Prus. W 1599 roku założono parafię i zbudowano kościół.
W 1682 Raczki otrzymały od Jana III Sobieskiego przywilej urządzania cotygodniowego targu i dwóch jarmarków rocznie. Po raz pierwszy określono je miasteczkiem. Istnieje też pogląd, że w 1703 roku Raczki stały się miasteczkiem.
Z pewnością miastem były Raczki w czasach Paców. Najnowsze badania przeprowadzone w archiwum w Mińsku wskazują, że już w 1739 roku Józef i Balbina Pacowie ostatecznie stali się właścicielami dóbr Raczki. Od tej pory rozpoczął się bardzo dobry okres w dziejach miasteczka. W 1797 dobra przejął Ludwik Michał Pac i od tego czasu miasto odnotowało dynamiczny rozwój. Nowy właściciel miał ambicję stworzyć z Raczek centrum handlowe, przemysłowe i usługowe dla swoich posiadłości. Wzniesiono wtedy wiele nowych budynków, zajazd, a także manufaktury: serowarnię, garbarnię, bielarnię płótna oraz fabrykę obrusów i serwet, które działały aż do 1831. Rozwój przemysłu spowodował napływ ludności do pracy; również sam Pac sprowadzał do swoich fabryk wykwalifikowanych rzemieślników z Niemiec, Anglii i Szkocji. W 1818 założono w Raczkach szkołę, w której ze względu na nowych osadników nauczano również języka angielskiego i niemieckiego. Liczba ludności wzrosła wówczas do 2500.
Po klęsce powstania listopadowego Ludwik Pac wyemigrował, a jego dobra zostały skonfiskowane przez rząd carski – wtedy Raczki zaczęły podupadać. Zlikwidowano fabryki, rozebrano zajazd. W 1839 wzniesiono jednopiętrowy ratusz z wieżyczką, jednak po powstaniu styczniowym i on został rozebrany. W 1870 Raczki utraciły prawa miejskie, a w 1888 zabudowę strawił wielki pożar.
Koniec XIX wieku przyniósł odbudowywanym Raczkom ponowne ożywienie gospodarcze, dzięki rozwojowi handlu z Prusami. I wojna światowa to okres kolejnych zniszczeń, jednak po jej zakończeniu miejscowość pozostaje punktem handlowym z Niemcami oraz siedzibą gminy i dzięki temu nie popada w stagnację. Według Powszechnego Spisu Ludności z 1921 roku Raczki (wraz z kolonią Serebranka) zamieszkiwane były przez 1558 osób, wśród których 980 zadeklarowało wyznanie rzymskokatolickie, 5 prawosławne, 21 ewangelickie, 19 inne chrześcijańskie a 533 mojżeszowe. Jednocześnie 1020 mieszkańców zadeklarowało polską przynależność narodową, 5 białoruską, 17 niemiecką, 10 inną a 506 żydowską.
Był tu kościół katolicki i synagoga (w trakcie II wojny światowej została zniszczona, obecnie nie istnieje). Działał Związek Kupców. W 1937 wybudowano nowoczesną mleczarnię, rozwijał się ruch spółdzielczy.
W czasie II wojny światowej Raczki znalazły się pod okupacją niemiecką i stanowiły silny punkt oporu okupantów. Na skarpie Rospudy Niemcy wybudowali schrony i umocnienia. W wyniku działań wojennych prawie połowa zabudowy Raczek została zniszczona.

## Zabytki

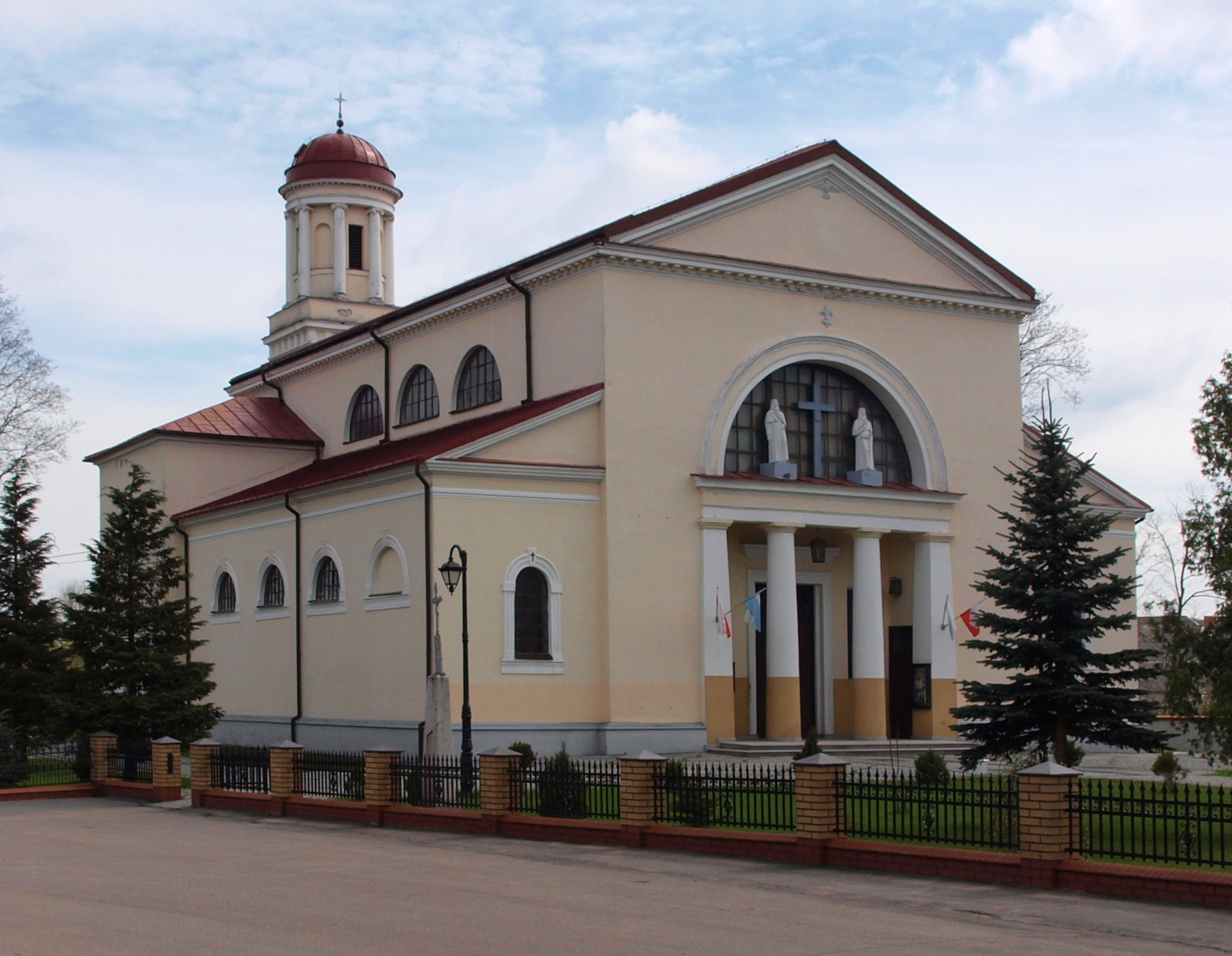
Neogotycko-klasycystyczny kościół parafialny

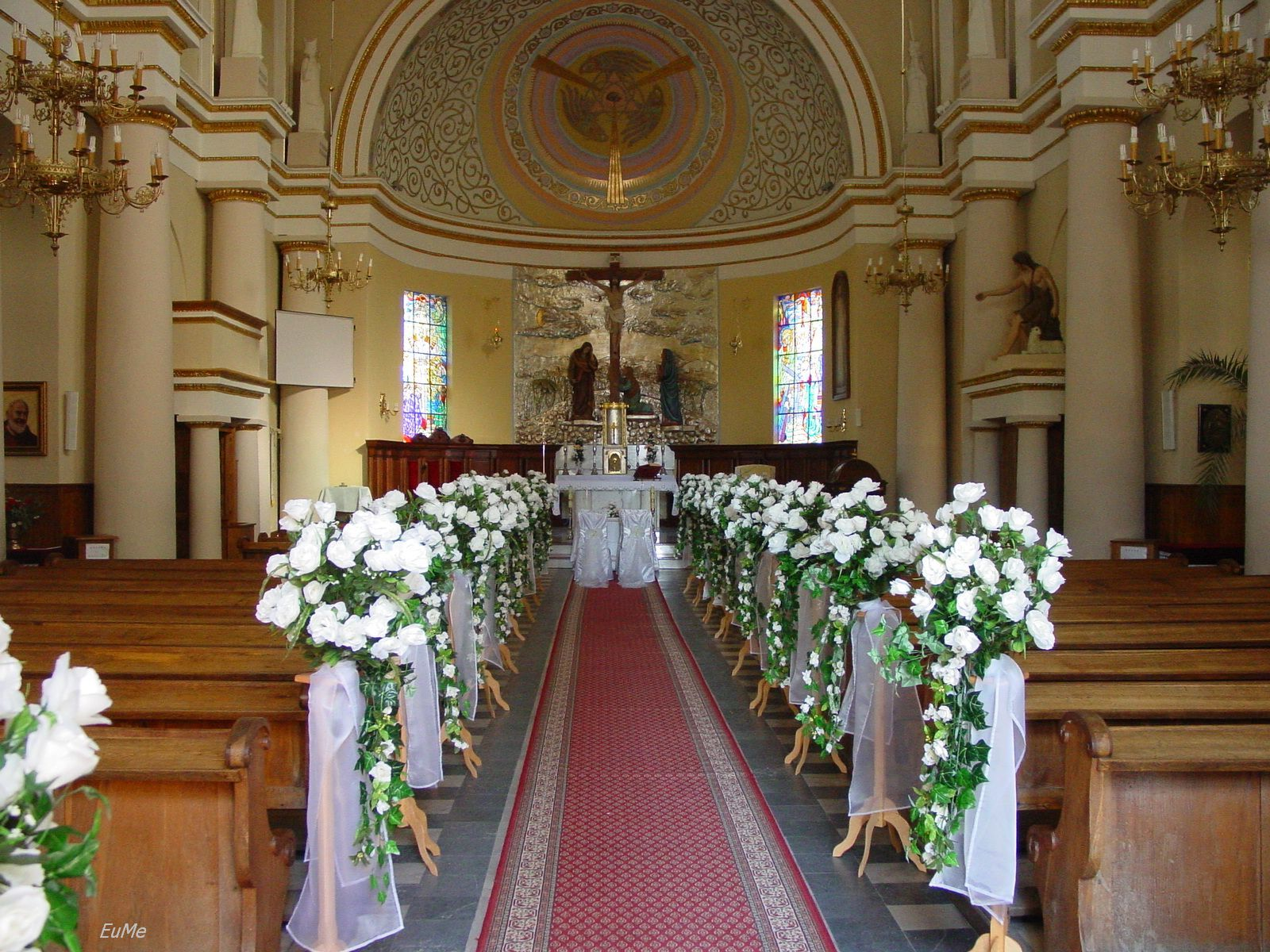
Kościół parafialny – wnętrze

Do rejestru zabytków Narodowego Instytutu Dziedzictwa wpisane są następujące obiekty:
- zachowany szesnastowieczny miejski układ przestrzenny, z brukowanym, prostokątnym rynkiem (nr rej.: A-986 z 23.03.1994)
- neogotycko-klasycystyczny kościół parafialny z lat 1767–1811 (nr rej.: 118 z 30.04.1958 oraz 507 z 23.06.1986)
- cmentarz parafialny rzymskokatolicki (nr rej.: 493 z 15.05.1986)

Przy rynku zachowały się parterowe kamieniczki z XIX wieku. Największą atrakcją turystyczną okolic Raczek są ruiny neogotyckiego pałacu Paców w Dowspudzie.

### Kościół parafialny
Budowę świątyni, pierwotnie w stylu barokowym, rozpoczęto po spłonięciu poprzedniego kościoła w 1765. Nie została jednak zakończona. Kontynuował budowę dopiero Ludwik Michał Pac w 1811, już w stylu neogotyckim, według projektu Piotra Aignera. Kolejnej gruntownej przebudowy kościoła w stylu neoklasycznym dokonał Henryk Marconi w latach 1823–24.
Wyposażeniem i zdobnictwem wnętrz zajmował się zespół tych samych artystów włoskich, którzy pracowali przy pałacu Paca w Dowspudzie. Ściany i sklepienia pokryto polichromią. Poza ołtarzem głównym w kościele znajdowało się 8 ołtarzy bocznych, po 4 z każdej strony. Wszystkie były wyposażone w rzeźby i obrazy. Pod koniec XIX wieku kościół w Raczkach otrzymał od przebywającego wtedy na Suwalszczyźnie Wojciecha Gersona dwa obrazy: jeden przedstawiał św. Franciszka, drugi – Madonnę z Dzieciątkiem.
W latach 1933–34 dobudowano dwie nawy boczne, co zmieniło całkowicie bryłę kościoła i zubożyło jego wnętrze. Zmniejszono do czterech liczbę ołtarzy. W oknach prezbiterium umieszczono kolorowe witraże, z których jeden przedstawiał Ludwika Paca w mundurze generała wojsk polskich. Podczas II wojny światowej witraże zostały zniszczone, podobnie jak rotunda stanowiąca dzwonnicę.
Obecny wystrój kościoła stanowią między innymi dwie płaskorzeźby z białego marmuru, stanowiące typowe stele grobowe. Pierwotnie miały być umieszczone w kaplicy pałacu w Dowspudzie. Uważane są za dzieło któregoś z uczniów i współpracowników rzeźbiarza Antonio Canovy, być może Lodovico Kaufmana. Innymi zabytkami sztuki sakralnej są: drewniana rzeźba św. Jana Nepomucena z 1842, dwa krzyże ołtarzowe z brązu i cztery mosiężne lichtarze z 2. połowy XIX wieku.